# Първото правило на магьосника
„Първото правило на магьосника“ (на английски: Wizard's First Rule) е роман на американския писател Тери Гудкайнд. Това е първата книга от епичната фентъзи поредица „Мечът на истината“. През 2008 г. книгата е адаптирана за телевизионния сериал „Легендата за Търсача“.

## Издания
Книгата е издадена от американското издателство Tor Books на 15 август 1994 г. с твърди корици и през септември 1995 г. с меки корици. Тя е преиздадена и с нова корица с илюстрация на Кийт Паркинсън на 23 юни 2001 г.
На български е издадена през 1998 г. от издателство „Прозорец“ в превод на Невена Кръстева.

## Сюжет
Внимание:  Текстът по-долу разкрива сюжета на произведението (или части от него)!
Ричард Сайфър, млад горски водач, живее в област на света, известна като Западна земя, която е една от трите части на познатия свят, разделени от магически граници на подземния свят. От трите Западната земя е обединена под единно управление и не съдържа магия, Средната земя е коалиция от суверенни нации с магия, а отвъд друга магическа граница се намира империята Д'Хара – кралство, управлявано от магьосници.
Ричард разследва необяснимото убийство на баща си. Той открива парче лоза в бащината си къща и търси в планините жива част от растението, мислейки, че това може да го отведе до убийците. Той намира растението, но то го напада, имплантирайки му отровен трън. Докато се връща в града, за да намери лечител, той среща жена на име Калан Амнел, преследвана от група убийци. Ричард й помага да се спаси от преследвачите и научава, че Калан търси Първия магьосник, за когото се говори, че е преминал в Западна земя след създаването на границите. Ричард отвежда Калан при най-добрия си приятел и ментор Зед. Скоро след пристигането си Ричард се срива от болестта, причинена от лозата.
Когато Ричард се възстановява под грижите на Зед, той идентифицира Зед като Първия магьосник. Калан моли Зед за помощ, молейки го да посочи Търсач на истината, който да се изправи срещу Даркен Рал, владетелят на Д'Хара. Рал е активирал магическите „Кутии на Орден“, които, в зависимост от начина, по който бъдат отворени, биха могли да направят Рал владетел на света, да унищожат целия живот или да унищожат самия него. Калан вярва, че „Търсачът“, овластен от Меча на истината – магическо оръжие, изковано от могъщите магьосници от древността – може да спре Рал, преди магията да изтече в първия ден на зимата. Зед изпитва Ричард, за да види дали е достоен да владее Меча на истината. Ричард преминава изпитанието, превръщайки се в следващия Търсач.
Ричард измисля начин да преминат границата като група и с помощта на приятел, граничния пазач Чейс, Ричард, Калан и Зед пътуват на юг към проход в границата. Те се натъкват на подземни същества, които бягат от отслабващата граница. По време на една от срещите Чейс и Зед са ранени, но Калан и Ричард намират прохода. Там те срещат жената с костите Ади, която приютява Чейс и Зед и ги учи как да преминат през прохода.
Калан и Ричард пътуват през прохода, като едва не биват убити от опасни същества, които живеят там. След като минават, Ричард моли Калан да ги отведе до Калните хора – племе, способно да се свързва с духове на предците, за насоки как да попречат на Рал да завземе третата кутия на Орден. За да призоват предците, те трябва да са пълноправни членове на племето. През това време Ричард и Калан се влюбват, но тайна сила, притежавана от Калан, пречи на пълноценната им връзка. След като убеждават Калните хора, че са почтени и се стремят да помогнат на всички хора, Ричард и Калан стават членове на племето. След това старейшините призовават предците, които разкриват, че вещицата Шота, един от най-страшните хора в Средната земя, може да разкрие местоположението на третата кутия. Даркен Рал прекъсва събирането, избива няколко Кални хора и отвлича Сидин, член на племето и приятел на Ричард.
Ричард и Калан пътуват до територията на Шота, където научават, че кралица Милена държи последната кутия. Калан разкрива на Ричард тайната си, че е Изповедница, омагьосана личност, чиято сила на любовта разрушава умовете на другите и ги поробва. Шота също предупреждава Ричард, че и Калан, и Зед ще използват силите си срещу него. Двамата пътуват до Тамаранг, седалището на кралица Милена, като по пътя се срещат отново със Зед. Пристигайки в Тамаранг, те откриват, че последната кутия я няма и осъзнават, че е била взета от Рал.
Скоро след това Ричард е заловен от красива млада Морещица на име Дена, която го измъчва в продължение на месец. Морд-сит носят прилепнал червен кожен гащеризон, кървавочервен, за да скрият кръвта на пленниците си по време на тренировките. Те живеят, за да измъчват и превръщат мъжете в послушни домашни любимци, които живеят и дишат, за да им угодят, а господарката Дена е най-добрата от всички Морещици в тази задача. След само половин час той е оставен да се кланя на пода на тъмницата, молейки се да угоди на господарката си, за да избегне болка. Тя го оковава за китките от тавана, за да бъде негова „тренировка“. След това го обучава и превръща в свой послушен роб с помощта на няколко инструмента, включително болезнена малка червена кожена пръчка на име Агиел. След като Ричард е пречупен, тя го взема за свой сексуален партньор. Господарка Дена докладва на Даркен Рал, а Рал се надява да принуди Ричард да рецитира Книгата на преброените сенки – магическа книга, която Ричард е научил наизуст по завещанието на баща си. Въпреки това, след месец като неин домашен любимец и роб, вродената нежност на Ричард променя връзката им и Ричард се освобождава от контрола на Дена. Рал позволява на Ричард да си тръгне, но му поставя магьосническа мрежа, която кара всички негови приятели да мислят, че Ричард е самият Рал.
След като помага на дракон на име Скарлет да намери яйцето си, откраднато от Рал, Ричард открива как да победи Рал и да бъде с Калан. Калан, погрешно мислейки, че Ричард е мъртъв от Рал, използва силите си върху него. Рал, мислейки, че Ричард вече е поробен, го използва, за да рецитира Книгата на преброените сенки. В крайна сметка Рал отваря грешната Кутия на Ордена, под лъжливото напътствие на Ричард, като по този начин убива Рал. Ричард разкрива, че е бил защитен от силата на Калан от вече пълната и безусловна любов към нея.
Зед разкрива, че Ричард е потомък на изнасилването на дъщерята на Зед от Рал. По този начин Зед е дядото на Ричард, а Ричард е новият лорд Рал. Калан и Ричард тръгват към селото на Калните хора, за да върнат Сидин на родителите му.
Всеки от романите от поредицата „Мечът на истината“ разкрива „Правило на магьосника“ – магически принцип, който позволява на магьосниците да бъдат умели манипулатори на света около тях. Романът разкрива Първото правило на магьосника:
| „                                                                 | — Първото правило на магьосника: хората са глупави. — Ричард и Калан се намръщиха още повече. — Хората са глупави; получил правилната мотивация, всеки би повярвал почти на всичко. Тъй като хората са глупави, те биха повярвали на една лъжа, защото искат да повярват в истинността й или защото се страхуват, че може да е истина. Главите на хората са пълни със знания, с факти, с вяра, повечето от които лъжливи, макар те да си мислят, че всички са истински. Хората са глупави; те рядко различават лъжата от истината и въпреки това са уверени, че го правят, така че става още по-лесно да ги излъжеш. Поради първото правило на магьосника Старите магьосници създадоха Изповедниците и Търсачите като средства, които помагат да се установи истината, когато истината е достатъчно важна. Рал познава Правилата на магьосника. Той използва първото от тях. Хората имат нужда от враг, за да си създадат чувство за цел. Лесно е да ръководиш хората, когато те имат чувство за цел. Целта е несравнимо по-важно нещо от истината. Всъщност истината няма нищо общо с това. Мрачният Рал им осигурява враг, различен от себе си, дава им чувство за цел. Хората са глупави; искат да повярват на нещо и го правят. | “ |
| гл. 36 от „Първото правило на магьосника“, изд. „Прозорец“, София | |   |

## Телевизионен сериал
Първият сезон на телевизионния сериал „Легендата за търсача“ е базиран на „Първото правило на магьосника“. С участието на Крейг Хорнър в ролята на Ричард и Бриджит Ригън в ролята на Калан, сериалът е продуциран от Сам Рейми и Робърт Тапърт и разширява някои от темите от сюжета на книгата, но има само бегла прилика с книгата в по-голям мащаб. Тери Гудкайнд отбелязва липсата си на участие и недоволството си от продукцията през 2019 г.: „...след като Дисни купиха [правата за продуциране на сериала], те не ми позволиха да участвам по никакъв начин. Личеше си.“ Премиерата му е на 1 ноември 2008 г. Последният епизод е излъчен през май 2010 г.